# Ланьцут

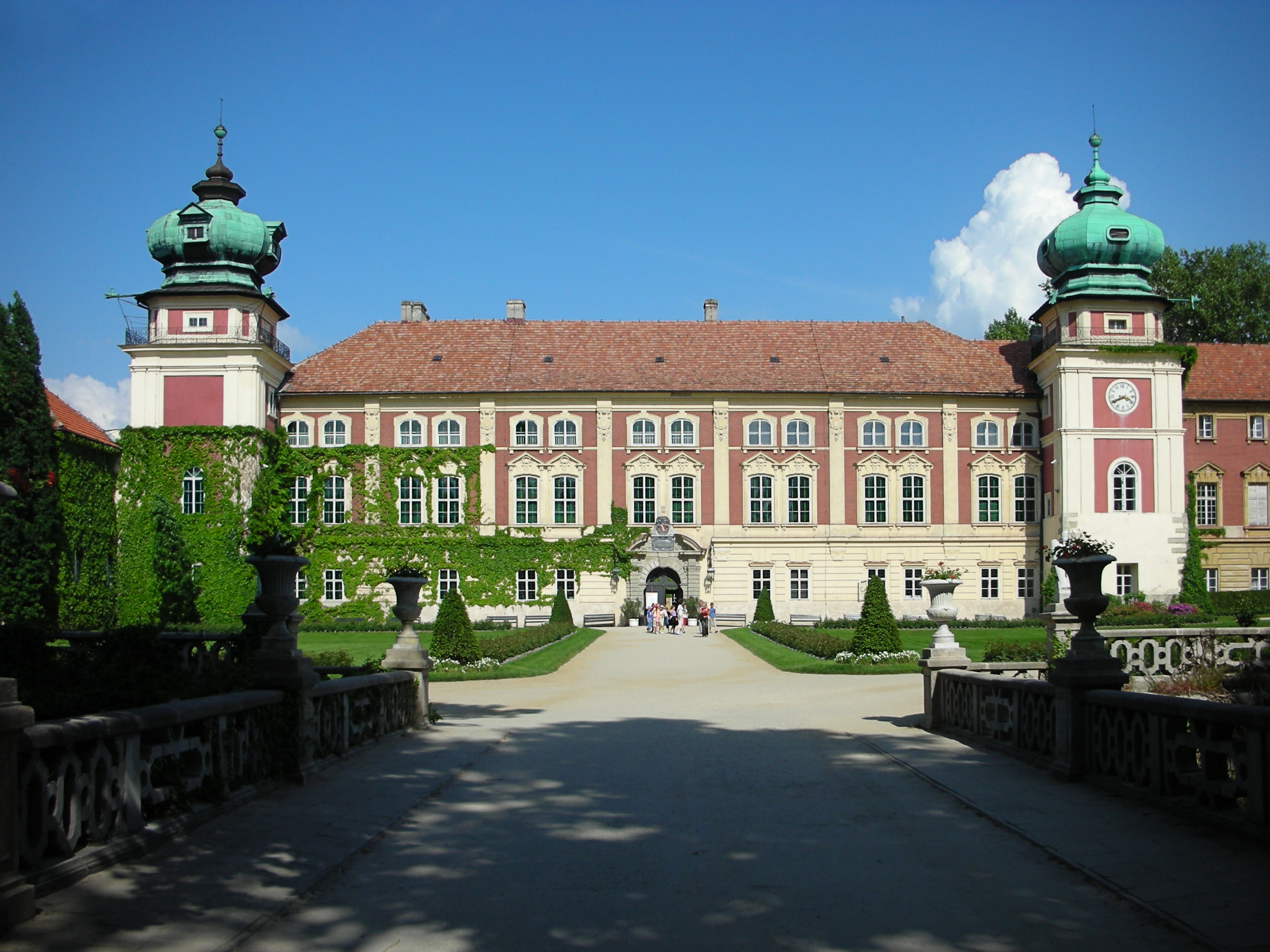
Замок в Ланьцуте

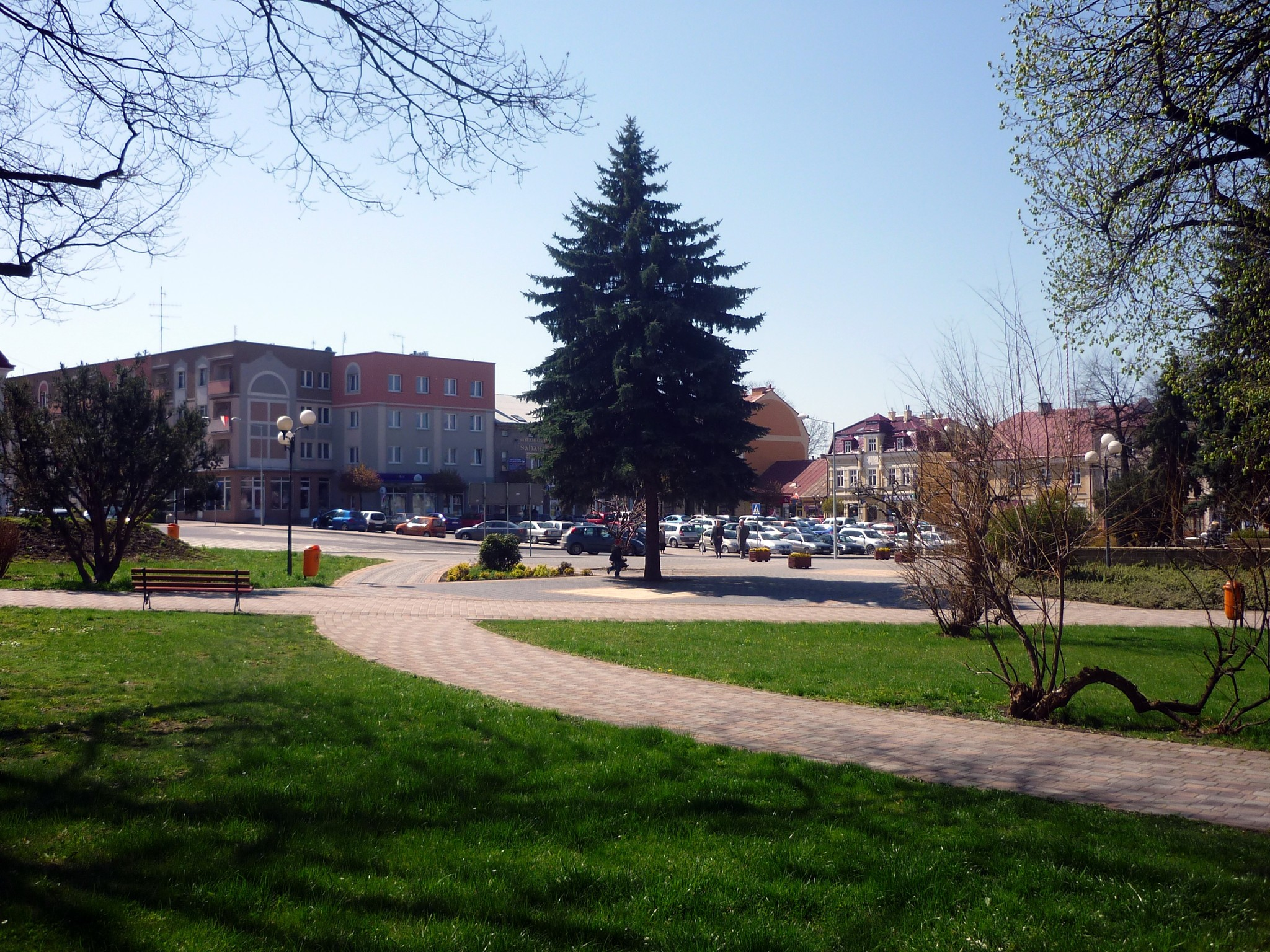
Рынок — Главная площадь в Ланьцуте

Ла́ньцут (пол. Łańcut) — город в Польше, входит в Подкарпатское воеводство, Ланьцутский повят. Имеет статус городской гмины. Занимает площадь 19,43 км². Население — 18 045 человек (на 2004 год).

## Достопримечательности
- Ланьцутский замок
- Ланьцутская синагога

## Образование
- Начальная школа № 2 им. св. Яна Твардовского (ул. Костюшки, 17)
- Начальная школа № 3 им. Конных Стрелков (ул. 29 ноября, 21)
- Начальная школа № 4 им. Яна Павла II (ул. Кохановского, 6)

## Производство
- Ланьцутская фабрика водок «Polmos Łańcut»
- Полиграфический комбинат «Techgraf»
- Фабрика одежды VIPO
- PPH Transsystem S.A.

## Города-побратимы
- Украина: Умань